# イグナシオ・アナヤ
イグナシオ・アナヤ・ガルシア（Ignacio Anaya García、1895年8月15日 - 1975年）は、代表的なテクス・メクス料理のナチョスの考案者である。ファーストネームを短縮した愛称の"ナチョ"・アナヤとして知られている。
アナヤは、メキシコ・コアウイラ州のピエドラス・ネグラスに住み、ビクトリー・クラブというレストランで働いていた。1943年にアナヤはナチョスを発明し「ナチョス・エスペシアレス」（"Nachos Especiales"、「ナチョの特製料理」）としてレストランで提供した。ナチョによるこの史上初のナチョスは、トトポス（揚げたトルティーヤチップス）に溶けたチーズとハラペーニョをトッピングしたものであった。
ピエドラス・ネグラスはアメリカ合衆国テキサス州のイーグルパスと国境のリオ・グランデ川を挟んで接しているため、アメリカ人観光客が多い。このため、この料理は直ぐにテキサス州に広まり、後に全米で一般的になった。
ナチョの息子イグナシオ・アナヤ・ジュニア（Ignacio Anaya Jr.）は引退した銀行家で、現在はイーグル・パスに暮らしている。